# ريم بنت محمد بن فيصل بن عبد العزيز آل سعود
الأميرة ريم بنت محمد الفيصل بن عبد العزيز ولدت في مدينة جدة في المملكة العربية السعودية حفيدة الملك فيصل بن عبد العزيز ال سعود هي مصورة سعودية وصحفية سياسية وصاحبة معارض عاشت في جدة و باريس.